# The Human Race
Cursa umană (titlu original: The Human Race) este un film american SF de groază din 2013 scris și regizat de Paul Hough. În rolurile principale joacă actorii Paul McCarthy-Boyington, Eddie McGee și Trista Robinson.

## Prezentare
„Doar unul va câștiga. Școala, casa și închisoarea sunt locuri sigure. Urmează săgețile sau vei muri. Stai în zona marcată sau vei muri. Dacă ai rămas un tur în urmă vei muri. Nu călca iarba sau vei muri. Concurezi sau vei muri.”

## Distribuție
- Paul McCarthy-Boyington ca Justin
- Eddie McGee ca Eddie
- Trista Robinson ca Deaf Female
- T. Arthur Cottam ca Deaf Male
- Brianna Lauren Jackson ca Veronica
- Fred Coury ca Yellow Jersey
- B. Anthony Cohen ca The Priest
- Noel Britton ca Stressed Out
- J. Louis Reid ca War Vet
- Celine Tien ca Ting
- Ian Tien ca Shio Lau
- Richard Gale ca Evil Brother
- Luke Y. Thompson ca Orange Vest
- Jonica Patella ca Homeless
- Trip Hope ca Jim Phillips (ca A.K. Walker)